# Wał Offy

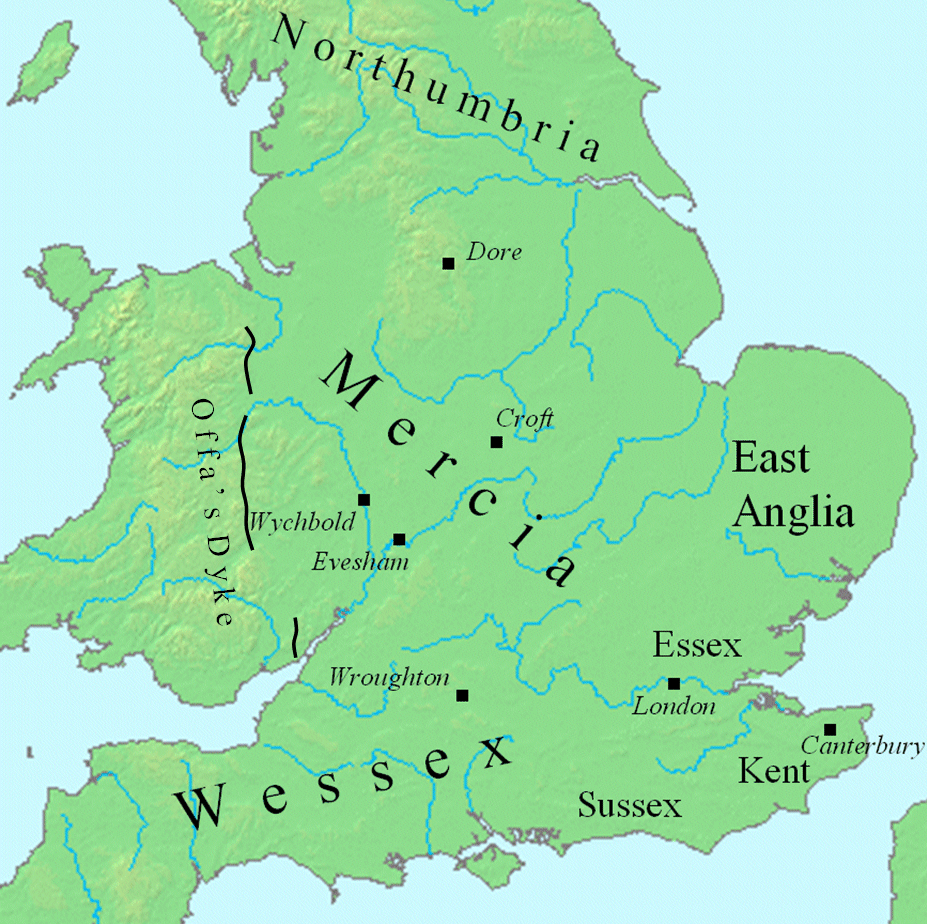

Wał Offy (ang. Offa's Dyke, wal. Clawdd Offa) – wał ziemny ciągnący się z przerwami na przestrzeni 240 km, w przybliżeniu wzdłuż granicy między Anglią i Walią. Miejscami jego szerokość dochodzi do 20 m (razem z przyległą fosą) i 2,5 m wysokości. W czasach anglosaskich wytyczał granicę między królestwem Mercji i walijskim królestwem Powys.
Fosa biegnąca wzdłuż wału znajduje się po stronie walijskiej. W przypadku gdy nasyp napotyka pagórek, omija go z zachodniej strony zapewniając stale otwarty widok na Walię. W ten sposób wał spełniał swoją funkcję obronną przed atakami z zachodu.
Powszechnie przypisuje się jego budowę królowi Mercji Offie, który panował w latach 757-796. Offa był jednym z największych władców czasów saksońskich w historii Anglii, choć jego panowanie jest słabo poznane z powodu niewielkiej liczby źródeł historycznych. O jego potędze świadczy to, że był w stanie zrealizować tak wielkie przedsięwzięcie, wymagające dużych nakładów i pracy wielu ludzi.